# Neocancilla
Genre
Neocancilla est un genre de mollusques gastéropodes de la famille des Mitridae.

## Liste des espèces
Selon World Register of Marine Species (7 mai 2016) :
- Neocancilla antoniae (H. Adams, 1870)
- Neocancilla arenacea (Dunker, 1852)
- Neocancilla armonica (T. Cossignani & V. Cossignani, 2005)
- Neocancilla baeri Turner & Cernohorsky, 2003
- Neocancilla circula (Kiener, 1838)
- Neocancilla clathrus (Gmelin, 1791)
- Neocancilla daidaleosa Li, Zhang & Li, 2005
- Neocancilla hartorum Poppe, Salisbury & Tagaro, 2015
- Neocancilla hebes (Reeve, 1845)
- Neocancilla hemmenae Salisbury & Heinicke, 1993
- Neocancilla kayae Cernohorsky, 1978
- Neocancilla latistriata Herrmann & Salisbury, 2012
- Neocancilla papilio (Link, 1807)
- Neocancilla pretiosa (Reeve, 1844)
- Neocancilla rikae Guillot de Suduiraut, 2004
- Neocancilla takiisaoi (Kuroda, 1959)
- Neocancilla waikikiensis (Pilsbry, 1921)

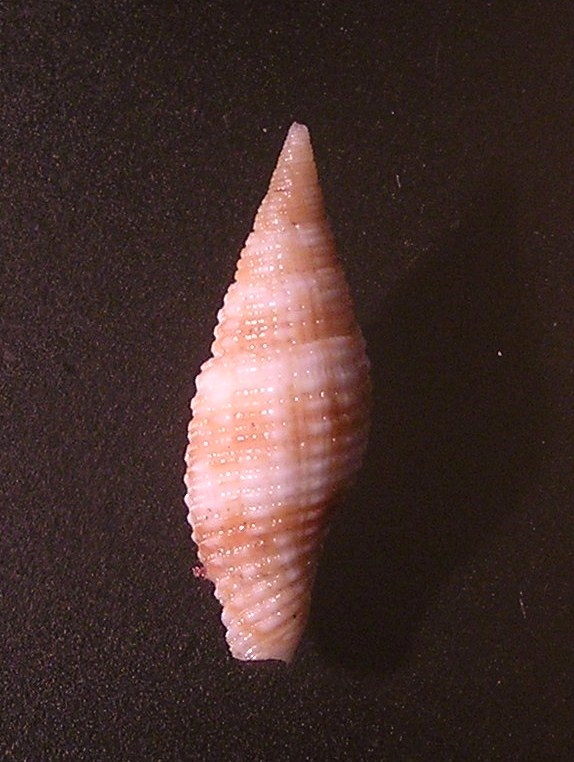
Neocancilla armonica
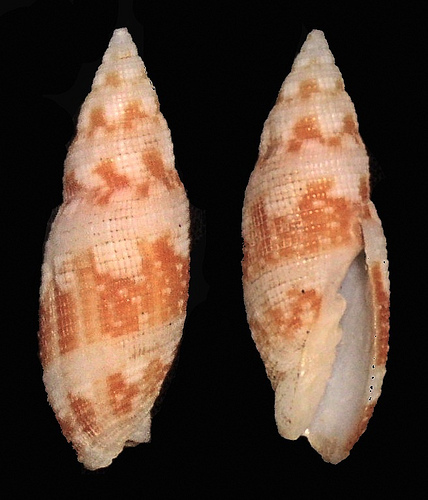
Neocancilla clathrus